# Dirk Hilbert

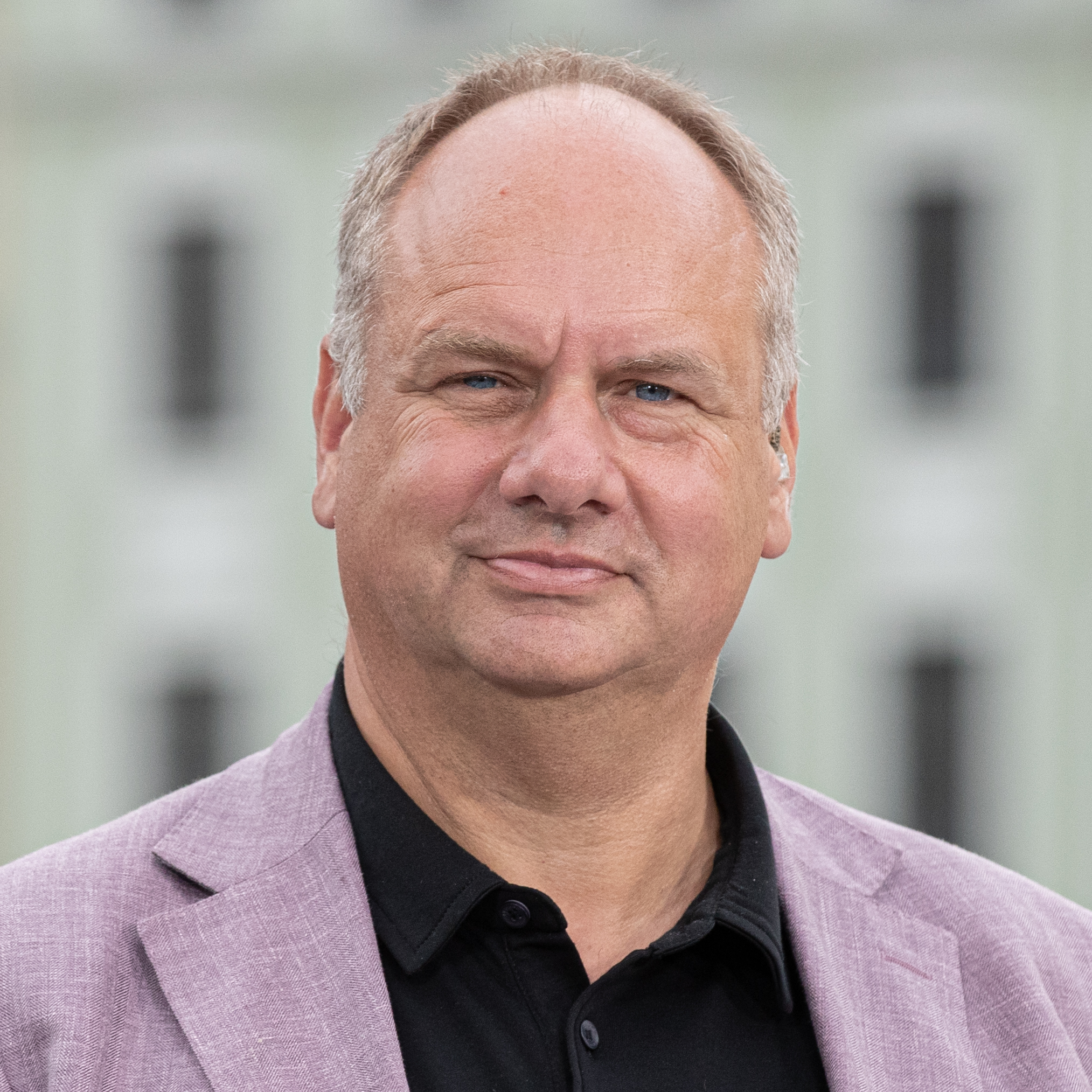
Dirk Hilbert, 2025

Dirk Hilbert é um político alemão que serve como o actual presidente de Dresden, capital da Saxónia, desde a renúncia de Helma Orosz em 2015.

## Biografia
Hilbert estudou engenharia industrial na Universidade Técnica de Dresden em 1992 e formou-se em 1998 com um diploma. De 1998 a 2000 trabalhou como assistente de conselho no Centro Aeroespacial Alemão em Colónia, e depois em gestão de risco na CargoLifter em Krausnick-Groß Wasserburg. A partir de dezembro de 2008 ele foi Vice-Prefeito da presidente Helma Orosz, e assumiu as suas funções de fevereiro de 2011 a 1 de março de 2012 devido à doença desta. Ele tornou-se presidente após a renúncia de Orosz em 2015.